# The Menace
The Menace, in Nederland bekend als De Man met het dubbele gelaat , De Draak van Quayle Manor , Het mysterie van Quale Manor  en De draak , is een film uit 1932 onder regie van Roy William Neill.
De film kreeg in Nederland een keuring van "14 jaar en ouder" vanwege "detective, griezelig, moord en vechtpartij".

## Verhaal
Ronald Quayle, die ooit naar de gevangenis werd gestuurd vanwege de moord op zijn vader, ontsnapt uit zijn cel. Ronald, die onschuldig is, ondergaat plastische chirurgie en neemt een nieuwe identiteit aan, zodat hij in Engeland zijn onschuld kan bewijzen, door de dader op te sporen. Denkend dat de dader zijn stiefmoeder is, verleidt hij haar om haar te laten spreken.

## Rolverdeling
| Acteur              | Personage                     |
| ------------------- | ----------------------------- |
| H.B. Warner         | Inspecteur Tracy              |
| Walter Byron        | Ronald Quayle/Robert Crockett |
| Bette Davis         | Peggy Lowell                  |
| Natalie Moorhead    | Caroline Quayle               |
| William B. Davidson | John Utterson                 |
| Halliwell Hobbes    | Phillips                      |